# Warhammer 40.000: Apocalisse
Warhammer 40.000: Apocalisse è un wargame ispirato a Warhammer 40.000, pubblicato dalla Games Workshop e dalla controllata Forge World, che ha i diritti per pubblicare materiale ufficiale (in questo caso, l'Imperial Armour e Aeronautica Imperialis, materiale supplementare ad Apocalisse) e si pone come sua diretta espansione, pensato per i veterani del wargame.
Apocalisse utilizza le stesse regole di Warhammer 40.000, ma i libri pubblicati dalla Forge World permettono di usare il materiale pubblicato solo per Apocalisse stesso.
A differenza del "genitore", Warhammer Apocalisse utilizza più di 3 000 punti di lista esercito e nuove unità chiamate "superspesanti". A causa dell'enorme numero di punti impiegati per giocare (da 3 000 a 40 000), la partita può durare molte ore di gioco, che spesso rendono obbligatorio spezzare una partita su più giorni.
Il primo libro stampato di Apocalisse è stato pubblicato nell'ottobre del 2007, durante il games day della 4ª edizione di Warhammer 40.000 ma nel 2008, con l'uscita della 5ª edizione di Warhammer 40.000, si è pensato di realizzare un nuovo regolamento, uscito in Gran Bretagna il 3 febbraio del 2009, con il nome di Apocalisse Reload, con 88 nuove pagine per il regolamento e l'uscita di nuovi mezzi superpesanti come la "Kalpezta" degli Orki e lo "Stormlord/Shaowsword" della Guardia Imperiale
Per giocare ad Apocalisse si usano immensi tavoli di gioco, visto che le miniature non sono in scala ridotta rispetto a quelle di Warhammer 40.000, ma conservano l'altezza di 25–30 mm.